# Dinorah Arce
Dinorah Mercedes Arce Pérez – meksykańska zapaśniczka w stylu wolnym. Brązowa medalistka mistrzostw panamerykańskich w 2005. Ósma na igrzyskach panamerykańskich w 2007 roku.